# احکام بلکه

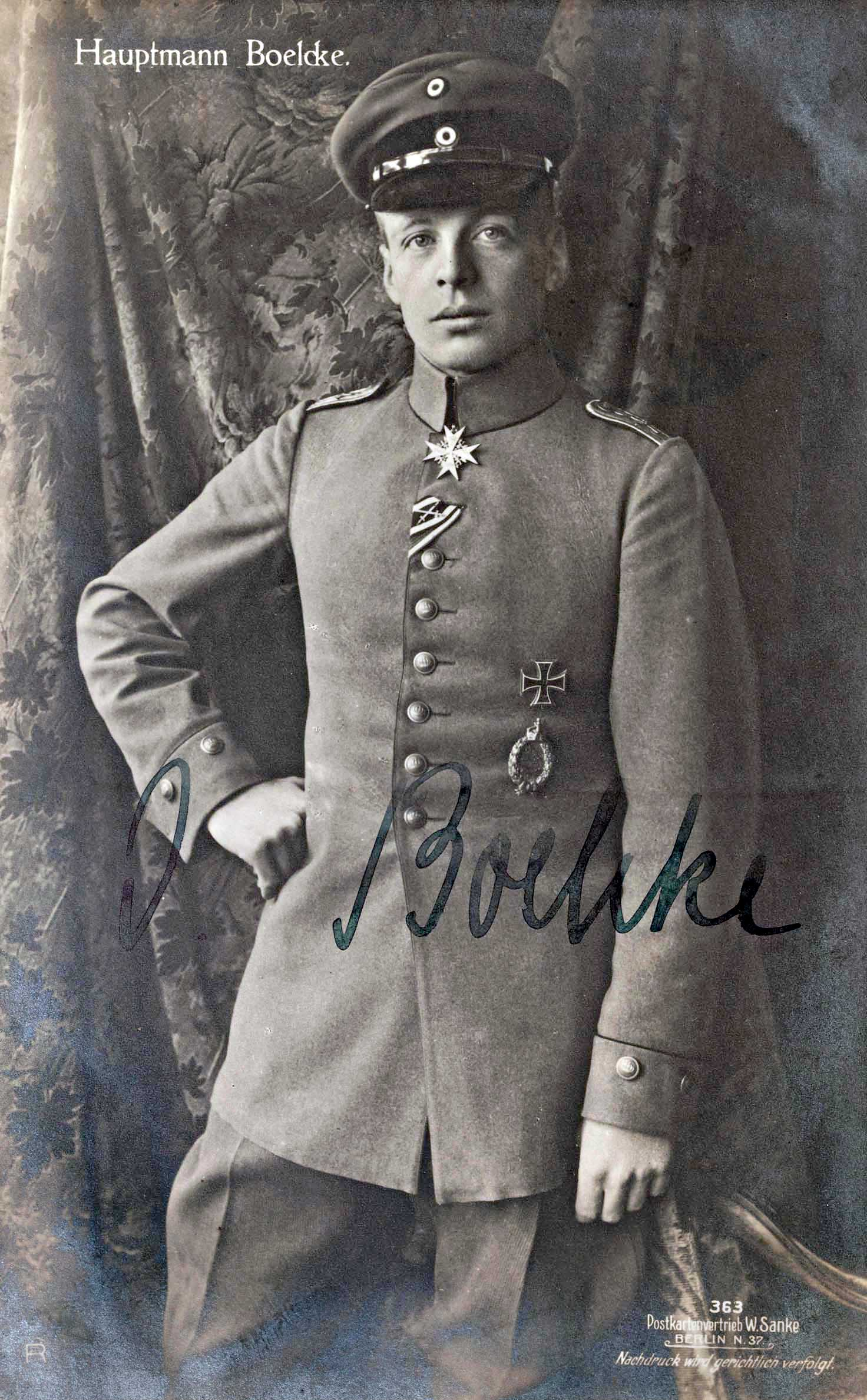
اسوالد بلکه

احکام بلکه (انگلیسی: Dicta Boelcke) فهرستی از اصول اولیهٔ مانور در جنگ هوایی است که آن‌ها را خلبان تک‌خال آلمانی در جنگ جهانی اول اسوالد بلکه تنظیم کرده‌است. بلکه در سال‌های ۱۹۱۵ و ۱۹۱۶ بهترین خلبان امپراتوری آلمان بود و در سال ۱۹۱۶ از او خواسته شد که جزوه‌ای در باب حملات هوایی بنویسد. او این جزوه را در ژوئن ۱۹۱۶ به‌پایان رساند. این جزوه در بین همهٔ نیروهای هوایی آلمان پخش شد. دو سال بعد فرانسه و بریتانیا هم جزوه‌های خود را منتشر کردند که از احکام بلکه تأثیر پذیرفته بود.

## احکام بلکه

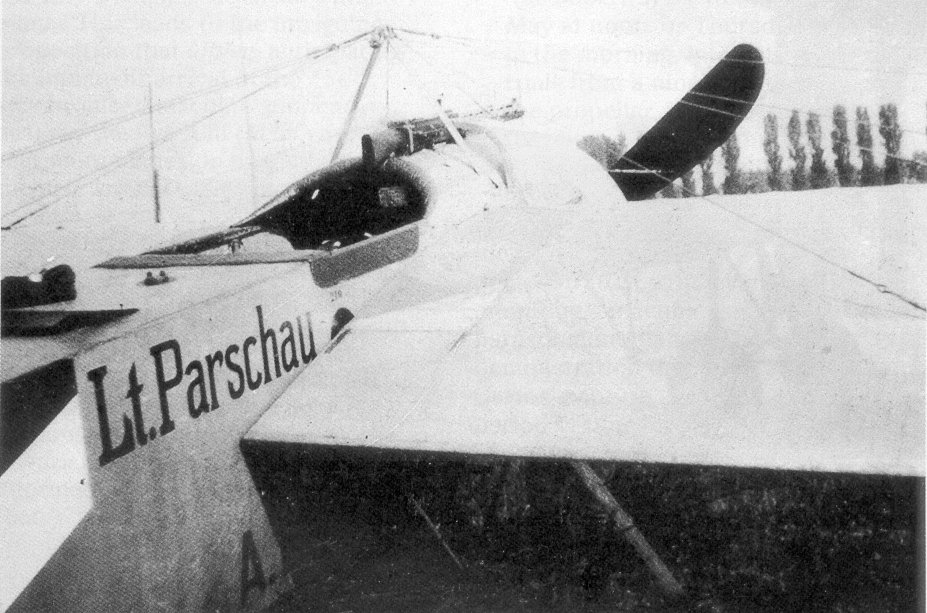

1. قبل از حمله مزیتی نسبت به دشمن پیدا کنید. در صورت امکان پشت به خورشید بمانید.
2. همیشه حمله‌ای که آغاز کردید را به پایان برسانید.
3. تنها به دشمنانی شلیک کنید که آن‌ها را می‌بینید.
4. یک لحظه هم از دشمن غافل نشوید.
5. در هر گونه حمله سعی کنید که به دشمن از پشت سرش حمله کنید.
6. اگر دشمن به سمت شما شیرجه زد فرار نکنید. در عوض به سمت او پرواز کنید.
7. برای «اسکادران» ها: در گروه‌های چهار یا شش تایی حمله کنید. مواظب باشید که درگیری‌ها چند تا به یکی نشود.[۱]